# قرار مجلس الأمن التابع للأمم المتحدة رقم 845
قرار مجلس الأمن التابع للأمم المتحدة رقم 845، اعتمد بالإجماع في 18 يونيو 1993، بعد أن ذكر بالقرار 817 (1993) وبالنظر إلى تقرير الأمين العام الصادر بمقتضاه، حث المجلس اليونان وجمهورية مقدونيا على حد سواء إلى مواصلة الجهود الرامية إلى تسوية النزاع على تسمية مقدونيا.
وقد حظيت الجهود التي يبذلها الرؤساء المشاركون للجنة التوجيهية للمؤتمر الدولي المعني بيوغوسلافيا السابقة بالتقدير،  بينما طُلب من الأمين العام بطرس بطرس غالي اطلاع مجلس الأمن بانتظام بالمعطيات الجديدة، بهدف تسوية النزاع قبل الدورة 48 ببجمعية العامة في سبتمبر 1993.

## روابط خارجية
- نص القرار في undocs.org